# SuperMUC
48°15′42″N 11°40′00″E / 48.2617°N 11.6667°E
SuperMUC是位於慕尼黑加興巴伐利亚科学与人文学院萊布尼茲超級計算中心的超級電腦。

## 歷史

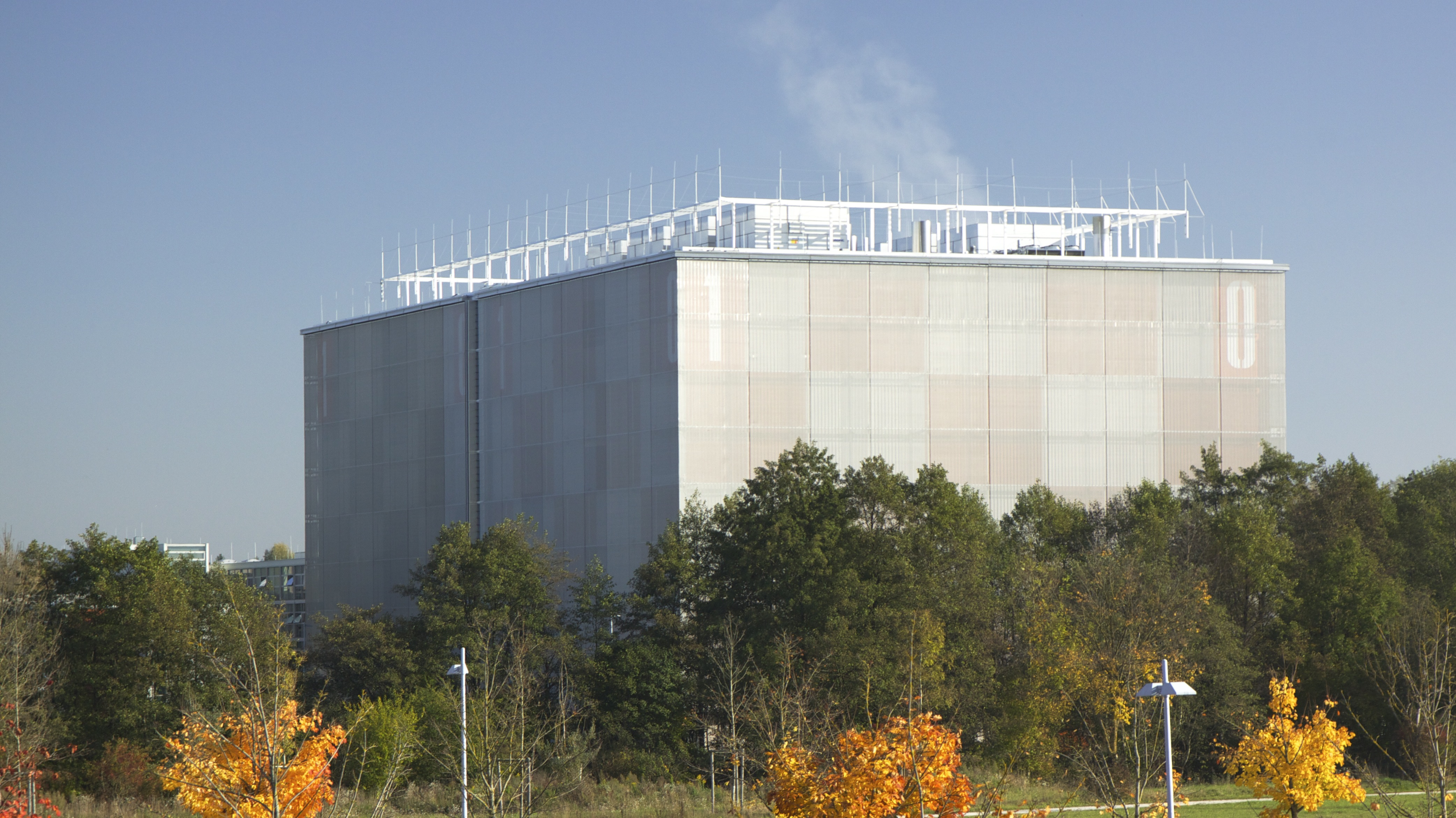
位於萊布尼茲超級計算中心，用於容納SuperMUC的「雙立方體」（twin cube）

SuperMUC（後綴「MUC」指慕尼黑機場的IATA代碼）由歐洲萊布尼茲超級計算中心營運。為了安裝硬體，萊布尼茲超級計算中心的基礎設施空間在2012年增加了一倍多。SuperMUC是於2012年夏季投入營運時速度運行最快的歐洲超級電腦，目前在世界上運行最快的超級電腦500強排行榜中排名第20位。其為許多領域的歐洲研究人員提供服務，包括：醫學、天體物理學、量子色動力學、計算流體力學、計算化學、生命科學、基因組分析與地震模擬。

## 效能
SuperMUC為IBM iDataPlex系統，包含19,252個Intel XeonSandy Bridge-EP與155,656個Westmere-EX多核心處理器，峰值性能約為3 petaFLOPS（3×1015 FLOPS）。它具有340 TB的內部儲存空間與15 PB的外部儲存空間。它使用IBM開發的一種稱為Aquasar新型冷卻方式，其以使用熱水冷卻處理器。IBM聲稱這種設計可以節省40％同類冷卻系統所需的能量。
SuperMUC與可視化系統相連，該系統包括一個大型4K立體電源牆及一個五面洞穴狀自動虛擬環境（CAVE）仿真虛擬實境。

## 外部連結
- "System description of SuperMUC at the LRZ website"
- Rechnen und Heizen: Neuer Supercomputer für Garching  bei br-online.de, 13. Dezember 2010
- "PRACE Announces 'SuperMUC' System for LRZ"